# Neallogaster hermionae
Neallogaster hermionae är en trollsländeart som först beskrevs av Fraser 1927.  Neallogaster hermionae ingår i släktet Neallogaster och familjen kungstrollsländor. IUCN kategoriserar arten globalt som livskraftig. Inga underarter finns listade i Catalogue of Life.